# Minardi PS05
Der Minardi PS05 war der Rennwagen des italienischen Formel-1-Teams Minardi für die Saison 2005. Da er nicht rechtzeitig zum Saisonstart fertig geworden war, wurde er erst beim vierten Rennen in San Marino eingesetzt. Am Ende der Saison kaufte Red Bull das Minardi-Team, sodass der Minardi PS05 der letzte Formel-1-Wagen des Teams blieb.

## Fahrer

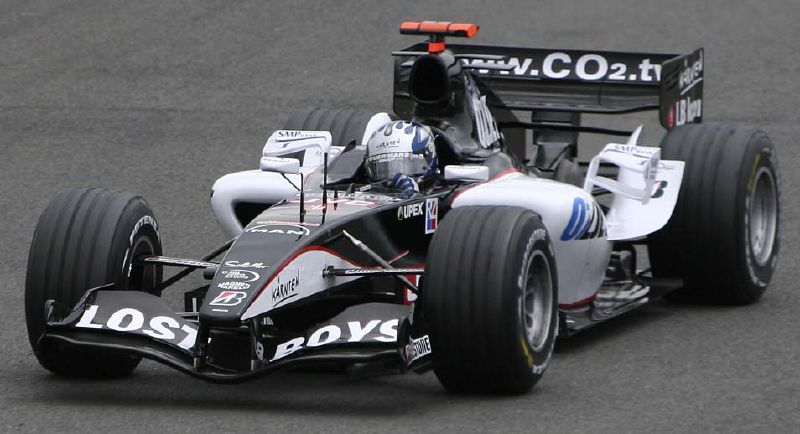
Patrick Friesacher beim Großen Preis von Großbritannien 2005

Minardi begann die Saison mit den Fahrern Patrick Friesacher und Christijan Albers. Beide hatten zahlungskräfte Sponsoren in das Team eingebracht (Paydriver). Der Österreicher Friesacher wurde unter anderem vom österreichischen Bundesland Kärnten finanziell unterstützt; diese Förderung kam mit Hilfe des umstrittenen rechtspopulistischen FPÖ-Landeshauptmanns Jörg Haider zustande. Ursprünglich sollte Nicolas Kiesa fahren, der bereits 2003 für Minardi ein paar Rennen gefahren war; wurde aber wegen fehlender Sponsorengelder durch den ursprünglich als Testfahrer vorgesehenen Friesacher ersetzt. Christijan Albers wechselte aus der DTM, wo er im HWA-Mercedes erfolgreich gewesen war (Vizemeister 2003 und Dritter 2004), in die Formel 1. Zudem hatte er bereits 2001 und 2002 Testfahrten für Minardis Formel-1-Team absolviert.
Friesacher musste seinen Platz nach dem Großen Preis von Großbritannien abgeben, weil einige Sponsoren nicht zahlten. Er wurde durch den Niederländer Robert Doornbos ersetzt, der zuvor als Freitagstestfahrer bei Jordan Grand Prix aktiv war.
Als offizielle Freitagstestfahrer waren Chanoch Nissany und Enrico Toccacelo gemeldet. Weitere Testfahrer waren Juan Cáceres und Roldán Rodríguez. Auch Katherine Legge absolvierte im November 2005 einen Test mit dem Team.

## Technik

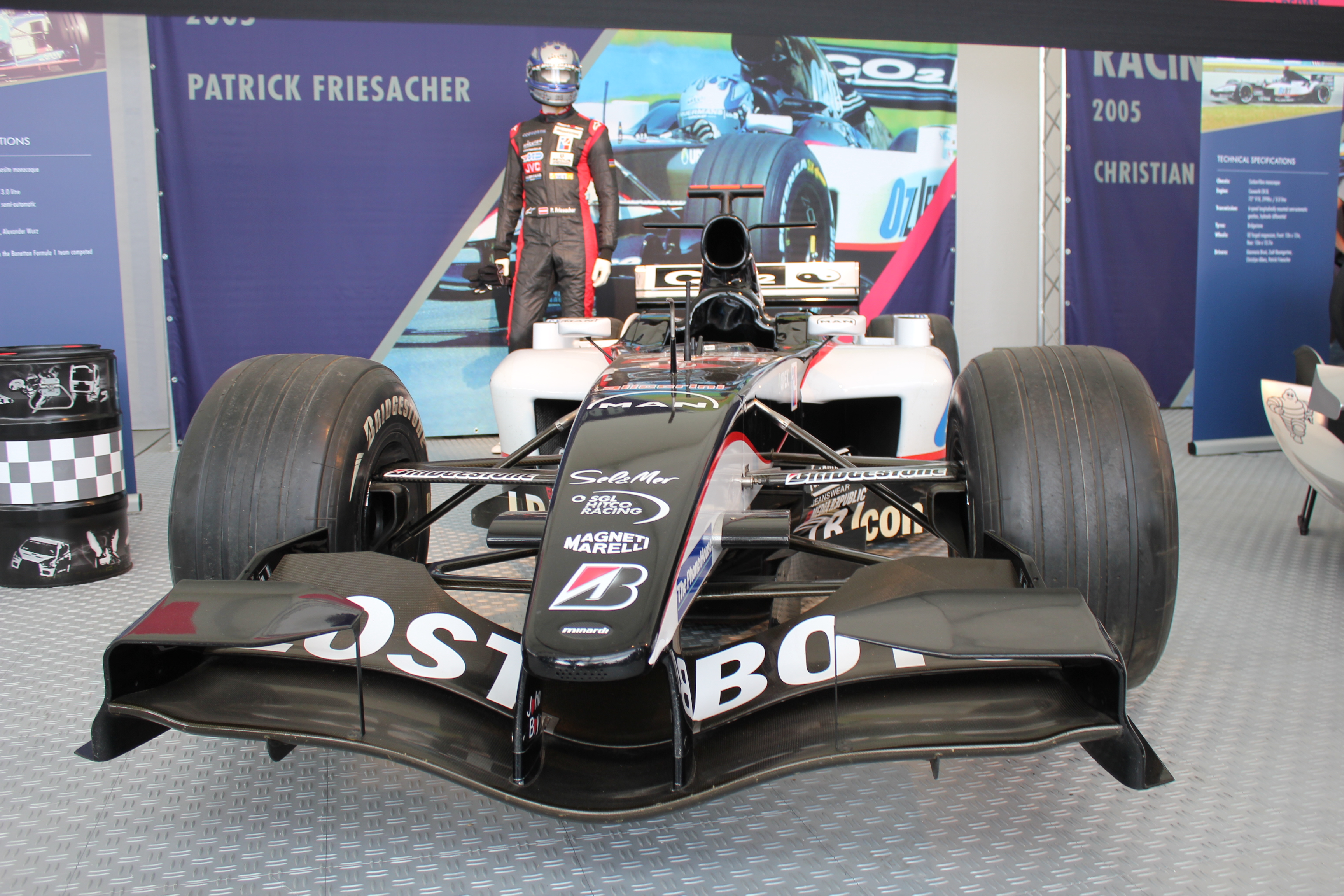
Detailansicht des aufwändig konstruierten Fronflügels

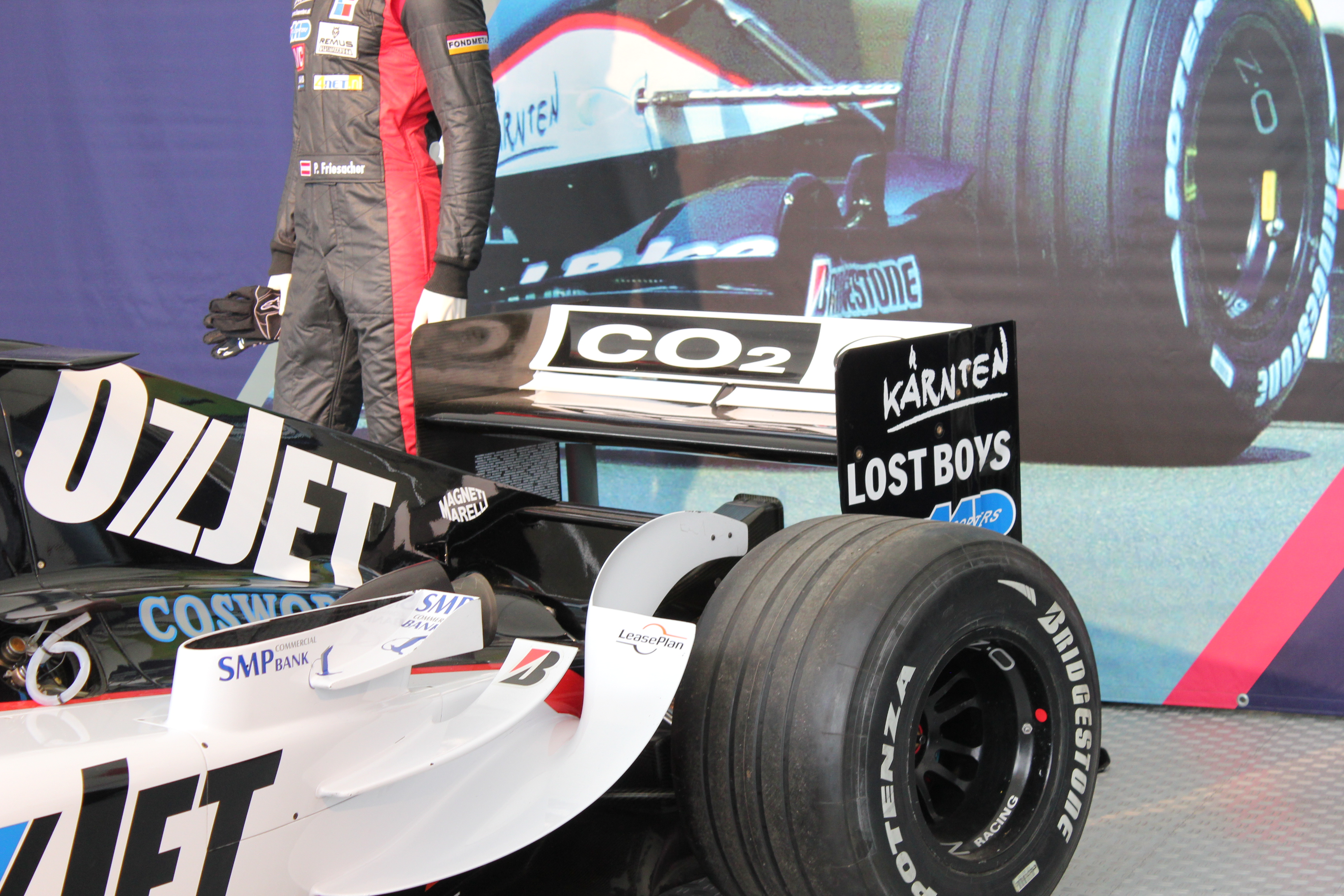
Das Heck des PS05: Gut zu erkennen sind die Luftauslass-Kamine (sogenannte Chimneys) auf den Seitenkästen; dahinter befindet sich das Auspuffendrohr

Der PS05 war völlig neu und wurde von Gabriele Tredozi (technischer Direktor), Sandro Parini (Design) und Andrea Rocchetto (Aerodynamik) in leitender Funktion entwickelt. Es war Minardis erstes komplett neu gebautes und tatsächlich eingesetztes Chassis seit Gustav Brunners Minardi PS01 von 2001 (im Herbst 2003 entwickelte Minardi zwar den auf dem Arrows A23 basierenden Minardi PS04, verwarf dieses Konzept aber wieder). Die Modelle dazwischen waren lediglich mehr oder weniger stark überarbeitete Versionen des PS01. Da der neue Wagen auch infolge sehr spät von der FIA beschlossener Reglementänderungen nicht rechtzeitig fertig wurde, konnte er erst ab dem Großen Preis von San Marino eingesetzt werden. Die ersten drei Grands Prix bestritt das ständig unterfinanzierte Team aus Faenza noch mit dem Vorjahreswagen Minardi PS04B.
Das neue Auto war eine riskante Entwicklung. Es hatte bis auf die Frontaufhängung nur noch wenig mit dem Vorgänger gemein. An beiden Achsen waren die Räder an doppelten Dreiecksquerlenkern aus Verbundwerkstoff aufgehängt. Sowohl vorn wie hinten gab es einen Stabilisator. Die innenliegenden Torsionsfedern und Stoßdämpfer wurden über Schubstangen betätigt. Unter anderem folgte Minardi dem Trend zu immer kleineren und detaillierteren aerodynamischen Bauteilen und einer allgemein stärker geschwungenen Fahrzeugform (auffällig hierbei insbesondere die Seitenkästen). Auch der Frontflügel war aufwendig konstruiert und ähnelte dem des Renault R25. Die Luftauslasskamine auf den Seitenkästen waren ungewöhnlich weit vorn angebracht und ebenso waren die weit nach hinten ragenden Auspuffendrohre eine Besonderheit.
Das Auto erwies sich schließlich als im Rahmen der Möglichkeiten konkurrenzfähig: Wie erhofft konnte es sich regelmäßig mit den Jordans messen und sie hin und wieder schlagen. Der Wagen war ein klarer Fortschritt für Minardi. Die Zuverlässigkeit war jedoch anfangs unbefriedigend, konnte aber im Verlauf der Saison deutlich verbessert werden.
Erstmals seit Langem stand Minardi mit dem Cosworth TJ2005 wieder ein aktueller und halbwegs leistungsstarker Motor zur Verfügung. Das Team konnte die Ausbaustufe Series 10 einsetzen (die noch aktuellere Version Series 12 wurde von Red Bull Racing ab Mitte der Saison verwendet). Der Motor passte jedoch nicht in den PS04B, weshalb er erst ab dem Rennen in San Marino verwendet wurde. Der PS04B fuhr noch mit dem jahrealten und gut 588 kW (800 PS) starken Cosworth CR-3L, der lediglich mit der neuen Bezeichnung Cosworth CK-2004 V10 versehen wurde. Der neue Cosworth TJ2005 leistete etwa 37 kW (50 PS) mehr. Der V-10-Saugmotor mit 2998 cm³ Hubraum hatte einen Zylinderbankwinkel von 90°, zwei obenliegende Nockenwellen je Zylinderbank und vier Ventile pro Zylinder.
Das Getriebe baute Minardi wieder selbst. Das sequentielle Halbautomatikgetriebe hatte aber nur sechs Vorwärtsgänge (und Rückwärtsgang), beinahe alle anderen Teams setzten bereits auf ein Siebenganggetriebe. Auch das Differential stammte aus Minardis eigener Produktion. Die Reifen bezog das Team wie im Vorjahr von Bridgestone, was von Nachteil war, da die Michelin-Reifen 2005 überlegen waren. Die Elektronik wurde von Magneti Marelli entwickelt. Das Benzin lieferte wieder Elf Aquitaine, die Schmierstoffe Silkolene und CPC. Die Dämpfer baute Sachs, die Dreischeibenkupplung mit Kupplungsscheiben aus kohlenstofffaserverstärkter Siliziumkarbidkeramik stammten von AP Racing und die Räder von OZ.

## Saison 2005

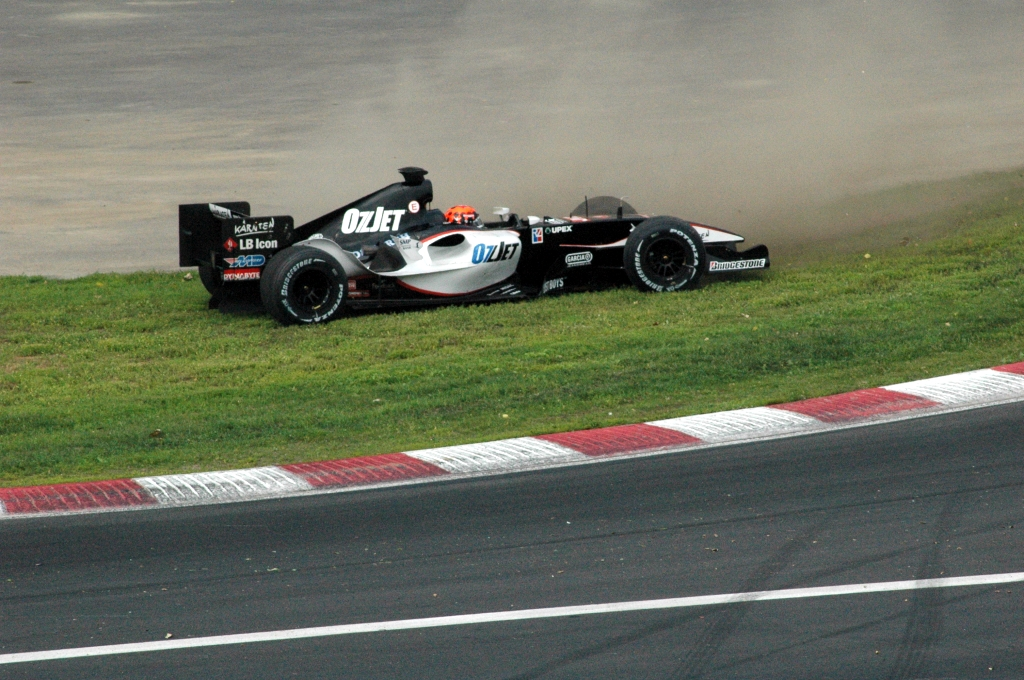
Christijan Albers beim Großen Preis von Kanada nach einem Dreher

Der PS05 kam beim Großen Preis von San Marino erstmals zum Einsatz. Nachdem er aus Zeitmangel jedoch kaum getestet worden war, kam es beim Debüt zu einem Doppelausfall wegen defekter Getriebe. Ähnlich verlief der Große Preis von Spanien, als bei Albers ebenfalls das Getriebe versagte und Friesacher durch einen Dreher ausfiel. Erst beim dritten Anlauf, dem Großen Preis von Monaco, kam das Auto erstmals ins Ziel: Albers wurde, profitierend von vielen Ausfällen, Vierzehnter; Friesacher kam nach einem Unfall erneut nicht ins Ziel, hatte aber einen starken Auftritt an diesem Wochenende: In der Qualifikation errang er Platz 13 und war dabei deutlich schneller als sein Teamkollege, wobei Albers mit Platz 14 ein gutes Qualifikationsergebnis für Minardi komplettierte. Allerdings hatten drei Fahrzeuge keine Zeiten gesetzt und insgesamt traten nur 18 Fahrer an, da die beiden BAR wegen regelwidriger Autos vom Grand Prix ausgeschlossen waren.
Höhepunkt der Saison war der Große Preis der USA: Da Hersteller Michelin für seine Reifen auf dieser Strecke nur eine sehr geringe Haltbarkeit im Rennen prognostizierte, verzichteten alle mit diesen Reifen ausgestatteten Teams auf die Teilnahme am Rennen und bogen nach Ende der Einführungsrunde in die Box ab. Denn Reifenwechsel während des Rennens waren 2005 verboten, sodass für die betreffenden Teams ein großes Sicherheitsrisiko bestanden hätte, wären sie mit abgefahrenen Reifen eine volle Renndistanz gefahren. So traten nur die sechs Bridgestone-bereiften Autos von Ferrari, Jordan und Minardi an. Es galt also lediglich, beide Autos heil über die Renndistanz zu bringen, um sichere Punkte zu erringen. Das gelang und Minardi schloss das Rennen mit Platz fünf (Albers) und sechs (Friesacher) ab. Minardi erzielte sieben Punkte, so viele wie in der gesamten Teamgeschichte nur 1993, damals allerdings noch nach dem alten Punktesystem.
Nach dem Großen Preis von Frankreich übernahm Robert Doornbos das Cockpit von Patrick Friesacher, der in Anbetracht ausstehender Sponsorenzahlungen nicht mehr weiter für Minardi fahren durfte. An die Leistungen Friesachers konnte der unerfahrene Doornbos nicht anknüpfen.
Bei den restlichen Rennen war Minardi wieder weit von Punkterängen entfernt, jedoch wurde die Zuverlässigkeit immer besser und in den Duellen mit den Jordans konnte sich Minardi immer besser schlagen. Am Ende schloss das Team die Saison mit sieben Punkten auf Rang zehn ab. In der Fahrerweltmeisterschaft errang Albers mit vier Punkten Platz 19, Friesacher mit drei Punkten Platz 21 und Doornbos punktlos Platz 25.
Noch während der Saison verkaufte Paul Stoddart das Team zum 1. November an Red Bull. Es wurde ab der Saison 2006 zu einem Juniorteam für Red Bull Racing und in Scuderia Toro Rosso umbenannt. Zwar blieb es personell weitgehend bestehen und behielt auch den Hauptsitz in Faenza, dennoch endete mit dem Großen Preis von China 2005 die seit 1985 andauernde Geschichte des Teams Minardi. Der PS05 war somit der letzte Formel-1-Wagen von Minardi.

## Sponsoren und Lackierungen
Die Lackierung der Wagen war in den Farben von Paul Stoddarts Unternehmen in Schwarz und Weiß gehalten. Wichtigste Sponsoren waren OzJet, Lost Boys, MAN, Upex, Kärnten, JVC, Garcia BV, LeasePlan, Muermans Group, MD Helicopters und die CO₂-neutral-Kampagne der niederländischen Organisation TerraVitalis.

## Ergebnisse
| Fahrer                          | Nr.                             | 1 | 2 | 3 | 4   | 5   | 6   | 7  | 8   | 9 | 10  | 11 | 12 | 13  | 14  | 15 | 16 | 17  | 18 | 19 | Punkte | Rang |
| ------------------------------- | ------------------------------- | - | - | - | --- | --- | --- | -- | --- | - | --- | -- | -- | --- | --- | -- | -- | --- | -- | -- | ------ | ---- |
| Formel-1-Weltmeisterschaft 2005 | Formel-1-Weltmeisterschaft 2005 |   |   |   |     |     |     |    |     |   |     |    |    |     |     |    |    |     |    |    | 7      | 10.  |
| Patrick Friesacher              | 20                              |   |   |   | DNF | DNF | DNF | 18 | DNF | 6 | DNF | 19 |    |     |     |    |    |     |    |    | 7      | 10.  |
| Robert Doornbos                 | 20                              |   |   |   |     |     |     |    |     |   |     |    | 18 | DNF | 13  | 18 | 13 | DNF | 14 | 14 | 7      | 10.  |
| Christijan Albers               | 21                              |   |   |   | DNF | DNF | 14  | 17 | 11  | 5 | DNF | 18 | 13 | NC  | DNF | 19 | 12 | 14  | 16 | 16 | 7      | 10.  |

| Legende  | Legende            | Legende                                                          |
| Farbe    | Abkürzung          | Bedeutung                                                        |
| -------- | ------------------ | ---------------------------------------------------------------- |
| Gold     | –                  | Sieg                                                             |
| Silber   | –                  | 2. Platz                                                         |
| Bronze   | –                  | 3. Platz                                                         |
| Grün     | –                  | Platzierung in den Punkten                                       |
| Blau     | –                  | Klassifiziert außerhalb der Punkteränge                          |
| Violett  | DNF                | Rennen nicht beendet (did not finish)                            |
| Violett  | NC                 | nicht klassifiziert (not classified)                             |
| Rot      | DNQ                | nicht qualifiziert (did not qualify)                             |
| Rot      | DNPQ               | in Vorqualifikation gescheitert (did not pre-qualify)            |
| Schwarz  | DSQ                | disqualifiziert (disqualified)                                   |
| Weiß     | DNS                | nicht am Start (did not start)                                   |
| Weiß     | WD                 | zurückgezogen (withdrawn)                                        |
| Hellblau | PO                 | nur am Training teilgenommen (practiced only)                    |
| Hellblau | TD                 | Freitags-Testfahrer (test driver)                                |
| ohne     | DNP                | nicht am Training teilgenommen (did not practice)                |
| ohne     | INJ                | verletzt oder krank (injured)                                    |
| ohne     | EX                 | ausgeschlossen (excluded)                                        |
| ohne     | DNA                | nicht erschienen (did not arrive)                                |
| ohne     | C                  | Rennen abgesagt (cancelled)                                      |
| ohne     | keine WM-Teilnahme |                                                                  |
| sonstige | P/fett             | Pole-Position                                                    |
| sonstige | 1/2/3/4/5/6/7/8    | Punktplatzierung im Sprint-/Qualifikationsrennen                 |
| sonstige | SR/kursiv          | Schnellste Rennrunde                                             |
| sonstige | *                  | nicht im Ziel, aufgrund der zurückgelegten Distanz aber gewertet |
| sonstige | ()                 | Streichresultate                                                 |
| sonstige | unterstrichen      | Führender in der Gesamtwertung                                   |